# Jean-Marie Dru
Jean-Marie Dru (* 24. Januar 1947 in Boulogne-Billancourt) ist ein französischer Vorstandsvorsitzender der Werbebranche.

## Leben
Nach seinem Studium der Wirtschaftswissenschaften an der berühmten École des hautes études commerciales (Paris) mit Abschluss im Jahr 1971 machte Dru eine Karriere in der internationalen Werbebranche. Im Alter von 25 Jahren wurde er Kreativdirektor bei der Werbeagentur „Dupuy-Compton“ (später: Saatchi & Saatchi). Im Jahr 1977 wechselte er als Generaldirektor zu Young & Rubicam in Paris, deren Präsident er zwei Jahre später (1979) wurde. Im Jahr 1984 gründete er mit Freunden seine eigene Agentur BDDP, die im Jahr 1998 von der Agentur TBWA Worldwide übernommen wurde. Dort wurde Dru Mitglied des Vorstands. Seit März 2001 leitet er TBWA Worldwide als Chief Executive Officer (CEO), seit 2008 als Chairman. Er arbeitet in New York City und lebt in Paris.
Dru ist Vizepräsident des nationalen Verbands der französischen Werbebranche und Mitglied des europäischen Verbands. In den Jahren 1987 und 1988 war er Präsident des „Grand Prix für Außenwerbung“ und 1993 und 1998 Präsident des „Cannes Lions International Advertising Festival“. Seit 2008 ist Dru Ritter der französischen Ehrenlegion.

## Werke
- Le Saut Créatif: Ces idées publicitaires qui valent des milliards. Paris: Lattès, 1985.
- Disruption. Overturning Conventions and Shaking Up the Marketplace. Wiley, 1996. Deutsch: Disruption. Regeln brechen und den Markt aufrütteln. Aus dem Englischen von Jürgen Ulrich Lorenz, Frankfurt am Main und New York: Campus, 1997, ISBN 3-593-35799-2. Französisch: Disruption: Bousculer les conventions et déplacer le marché. Paris: Village mondial, 1997. ISBN 978-2-84211-023-9.
- Beyond Disruption. Changing the Rules in the Marketplace. Wiley, 2002. ISBN 978-0471218999. Französisch: Disruption live: Pour en finir avec les conventions. Paris: Village mondial, 2002. ISBN 978-2-7440-6035-9.
- How Disruption Brought Order. The Story of a Winning Strategy in the World of Advertising. New York: Palgrave Macmillan, 2007. ISBN 978-0-230-60069-0. Französisch: La publicité autrement. Paris: Gallimard, 2007. ISBN 978-2-07-078291-8.